# Park Zielony Jar Wandy w Krakowie
Park Zielony Jar Wandy – park o powierzchni około 5,5 ha, położony w północnej części Krakowa, w Dzielnicy XVII Wzgórza Krzesławickie.
Utworzono go zagospodarowując, będący nieużytkiem, jar pomiędzy osiedlami Na Stoku od zachodu i Na Wzgórzach od wschodu. Od północy park ogranicza ul. Architektów od południa ul. Poległych w Krzesławicach. Obejmuje on także kępę drzew zwanych przez okolicznych mieszkańców Laskiem Krzesławickim.
Na terenie parku zbudowano boisko wielofunkcyjne, stoły tenisowe, plac zabaw dla dzieci oraz muszlę koncertową, wyasfaltowano alejki.